# Иськов, Виктор Михайлович
Виктор Михайлович Иськов — российский военный инженер в области танкостроения, лауреат Государственной премии СССР (1991), полковник.
Родился 4 мая 1936 года в с. Ялтушков Винницкой области.
Рано осиротел. После окончания средней школы поступил во Львовский университет. Из-за тяжелого материального положения перевёлся в Киевское танкотехническое училище имени Тимошенко. Окончив его с отличием, в 1958 году начал службу в должности старшего техника по ремонту танков, гусеничных и колесных машин, мотоциклов в различных технических подразделениях.
В 1961 году поступил на инженерный факультет Бронетанковой академии, который окончил в 1967 году.
Служил в опытно-конструкторских бюро, занимался разработкой новейшей военной техники.
С 1971 года начальник военного представительства по контролю за строительством завода «Калужский моторостроительный завод», где планировалось освоение серийного производства двигателя для танка Т-80.
В 1991 году в составе коллектива из 10 конструкторов танкостроения стал лауреатом Государственной премии СССР.
С 1992 года в отставке, член Калужского областного комитета ветеранов войны и военной службы.